# Zavitinsk
Zavitinsk (rusky Завитинск) je město v Amurské oblasti v Ruské federaci. Při sčítání lidu v roce 2010 měl přes jedenáct tisíc obyvatel.

## Poloha a doprava
Zavitinsk leží mezi řekami Zavitajou blíž na západě a Burejou dál na východě (obě přítok Amuru). Od Blagověščensku, správního střediska oblasti, je vzdálen přibližně 170 kilometrů. Bližší větší město je Rajčichinsk přibližně 35 kilometrů na jih.
Zavitinsk je železničním uzlem. Vede přes něj od roku 1914 Transsibiřská magistrála (stanice Zavitaja), od které se zde od roku 1941 odpojuje vedlejší trať na jihozápad do Pojarkova, který leží na Amuru a tedy i na čínsko-ruské hranici.

## Dějiny
Zavitinsk byl založen v roce 1906 a pojmenován podle říčky Zavitaja. Významnější rozvoj začíná po roce 1912, kdy se zde začíná stavět Amurská železnice, dnes součást Transsibiřské magistrály. V roce 1914 je zde uvedena do provozu stanice Zavitaja.
V roce 1936 se Zavitaja stává sídlem městského typu a v roce 1954 městem.